# 장슈화 (정치인)
장슈화(중국어 정체자: 張秀華, 병음: Zhāng Xiùhuá, 1957년 9월 26일 ~ )는 타이완의 정치인으로, 2002년 자이시의원으로 당선된다.